# Лукино (деревня, городской округ Истра)
Лукино — деревня в Лучинском сельском поселении Истринского района Московской области. Население — 2 чел. (2010), зарегистрировано 3 садоводческих товарищества.
Находится примерно в 16 км на юг от Истры, на правом берегу реки Разварни у впадения притока — ручья Чернуха, высота над уровнем моря — 184 м.

## Население
| 2002 | 2006 | 2010 |
| ---- | ---- | ---- |
| 5    | ↗8   | ↘2   |